# Rückersdorf, Brandenburg
Rückersdorf är en kommun och ort i Landkreis Elbe-Elster i förbundslandet Brandenburg i Tyskland. 
Den tidigare kommunen Oppelhain gick upp i Rückersdorf den 31 december 2001. Kommunen ingår i kommunalförbundet Amt Elsterland tillsammans med kommunerna Heideland, Schilda, Schönborn och Tröbitz.